# Viki, a viking
A Viki, a viking (小さなバイキング ビッケ; Csíszana baikingu Bikke; Hepburn: Chīsana baikingu Bikke; Chiisana viking Vicke, német címén Wickie und die starken Männer ( hallgat)) NSZK–osztrák–japán televíziós rajzfilmsorozat, amely Runer Jonsson svéd író Vicke Viking című díjnyertes gyermekkönyv-sorozata alapján készült. A sorozat története egy viking fiú, Viki és társai kalandjait meséli el. A sorozatot a Zuiyo Eizo gyártotta Szaitó Hirosi rendezésében. A 78 részes sorozatot Japánban 1974. április 3. és 1975. szeptember 24. között a Fuji Television tűzte műsorra, a Német Szövetségi Köztársaságban 1974. január 31-étől a ZDF vetítette, a Magyar Televízióban Wickie címmel 1977-ben volt látható. Az első 26 epizódot a Viasat 3 sugározta 2000 körül. 2007 és 2009 között 7 DVD is megjelent az InterDomino kiadásában.

## Ismertető
A történet főhőse, Viki, egy 10 éves viking fiú, nagyon félénk, különösen a farkasoktól fél, okos gondolkodásával azonban végül minden problémát meg tud oldani. Viki, hogy a férfiakkal kihajózhasson, le kell győznie apját, Halvart egy kőcipelő versenyben. Mivel Vikinek puszta erejét használva semmi esélye sincs, némi gondolkodás után kitalál és megépít egy hajítógépet, amivel megnyeri a versenyt. Így igazi vikinggé válik és apjával és a többi vikinggel tarthat kalandos útjaikon. Viki az eszét használva számos alkalommal menti ki társait a bajból.

## Szereplők
- Viki – 10 év körüli fiúgyermek viking, a történet főhőse, aki megpróbálja összeszedni a bátorságát. Kiváló intelligenciájával mindig kihúzza a bajból társait, azonban harci tudása nem igazán jó és nagyon fél a farkasoktól.
- Halvar – Viki apja, és a falu főnöke. Az egyik legerősebb viking Flakéban, így előbbre tartja a harcot, mint a gondolkodást.
- Tjure – Halvar legénységének tagjai között az egyik viking, aki állandóan veszekszik Snorre társával.
- Snorre – Halvar legénységének tagjai között az egyik viking, aki állandóan veszekszik Truje társával.
- Urobe – A legöregebb viking Halvar legénységének tagjai között. Nem olyan fantáziadús, mint a legifjabb viking, Viki, jól ismer sok legendát, valamint a gyerek vikingek és a felnőtt fiatal vikingek tisztességes bíróként, és közvetítőként tisztelik.
- Faxe – A legnagyobb és legerősebb, de a leglassabb viking Flakéban, aki nagytestvéri kapcsolatot érez Vikivel.
- Gorm – Nagyon izgatott természetű viking, aki a kilátót foglalja Halvar hajóján. Az eseményeket mindig az „El vagyok ragadtatva!” vagy „Nem vagyok elragadtatva!” felkiáltással kommentálja.
- Ulme – Nagyon kedves természetű ember Halvar hajóján. Van egy hárfája, amivel boldogan játszik.
- Ylva – Viki anyja, aki sokkal jobban értékeli fia intelligenciáját, mint Halvar.
- Ylvie – Kislány viking Flakéban, Viki szomszédja és legjobb barátnője.
- Gilby – A legerősebb és legbátrabb fiú a gyermekek között Flakéban, Viki baráti riválisa.
- Sven – Rettenetes, gonosz kalóz, aki megrabolja még a társát is, számtalanszor rátámad Halvarékra.
- Pokka – Sven társa, aki Sven utasításait mindig szolgalelkűen teljesíti.

## Szinkronhangok
| Szereplő                                                                       | Japán hang         | Német hang                                                                                       | Magyar hang                                                      |
| ------------------------------------------------------------------------------ | ------------------ | ------------------------------------------------------------------------------------------------ | ---------------------------------------------------------------- |
| Viki                                                                           | Kuri Jóko          | Florian Halm                                                                                     | Stukovszky Tamás Seszták Szabolcs (9., 12., 18., 21. ep.)        |
| Halvar                                                                         | Tomita Kószei      | Walther Reichelt                                                                                 | Varga Tamás                                                      |
| Tjure                                                                          | Szatomi Takasi     | Werner Abrolat                                                                                   | Szokol Péter Katona Zoltán (16. ep.)                             |
| Snorre                                                                         | Takigucsi Dzsunpei | Eberhard Storeck                                                                                 | Harmath Imre                                                     |
| Urobe                                                                          | Kitamura Kóicsi    | Leo Bardischewski                                                                                | Holl Nándor                                                      |
| Faxe                                                                           | Nisio Toku         | Gernot Duda                                                                                      | Mikula Sándor                                                    |
| Gorm                                                                           | Jasiro Sun         | Manfred Lichtenfeld                                                                              | Janovics Sándor                                                  |
| Ulme                                                                           | Vakui Szecuo       | Kurt Zips (1–36. ep.) Bruno W. Pantel (37–78. ep.)                                               | Beratin Gábor                                                    |
| Ylva                                                                           | Nakanisi Taeko     | Inge Schulz                                                                                      | Némedi Mari                                                      |
| Ylvie                                                                          | Macukane Joneko    | Aleksandra Ludwig                                                                                | Dögei Éva Roatis Andrea (7–8., 19. ep.) Simonyi Piroska (1. ep.) |
| Gilby                                                                          | Hori Dzsunko       | Horst Abraham                                                                                    | ? Molnár Levente (18. ep.)                                       |
| Sven                                                                           | Kató Maszajuki     | Kurt E. Ludwig (5., 6., 8. ep.) Wolfgang Hess (22., 27–28., 55. ep.) Achim Strietzel(76-77. ep.) | Szinovál Gyula                                                   |
| Baltac                                                                         | Amenomori Maszasi  | Herbert Weicker                                                                                  | ?                                                                |
| Pokka                                                                          | ?                  | Hannes Gromball                                                                                  | Vizy György                                                      |
| Maria                                                                          | ?                  | Christa Häussler                                                                                 | ?                                                                |
| Olaf                                                                           | ?                  | Heini Göbel                                                                                      | ?                                                                |
| Mesélő                                                                         | Maszujama Eiko     | Manfred Seipold (1–26. ep.) Leon Rainer (27–78. ep.)                                             | Albert Gábor Vizy György                                         |
| További magyar hangok: Albert Péter, Bodrogi Attila, Imre István, Rosta Sándor |                    |                                                                                                  |                                                                  |

## Feldolgozások
A sorozatot először 2009-ben dolgozták fel a németek a Wickie és az erős emberek élőszereplős mozifilmben. A 2013-ban, szintén 78 epizódon keresztül futott francia-ausztrál Vik, a viking pedig a sorozat számítógépes animációs remakeje.